# Vokalzeit
Das Ensemble Vokalzeit ist ein deutsches Vokalensemble aus Berlin.

## Geschichte
Das Ensemble wurde 2001 von vier Sängern des Rundfunkchors Berlin gegründet. Seinen ersten öffentlichen Auftritt hatte es am 23. Oktober 2001, dem 200. Geburtstag Albert Lortzings in der Tauf- und Traukapelle des Berliner Doms. Das Ensemble arbeitet vorwiegend mit Pianisten zusammen.
Konzerttourneen führten die Sänger in europäische Länder sowie nach Südamerika.

## Repertoire
Das Repertoire umfasst Kompositionen romantischer Meister, Werke aus den Berliner Traditionen und gehaltvolle Interpretationen von Volksliedern, aber auch Klassikparodien, Evergreens, Chansons und Titel im Stile der Comedian Harmonists.

## Besetzung
Die ursprüngliche Besetzung bestand aus Hans-Christian Braun (Tenor), Joachim Vogt (Tenor), Michael Timm (Bass) und Oliver Gawlik (Bass).
Die heutige Besetzung besteht aus Holger Marks (Tenor), Peter Ewald (Tenor), Michael Timm (Bass) und Axel Scheidig (Bass).
Vokalzeit arbeitete mit den folgenden Pianisten zusammen: Philip Mayers, Monika Gröbl (1965–2012), Markus Zugehör und Insa Bernds.

## Diskographie
- Fanny Hensel – Italienisches Reisealbum (CD 2005)
- Klassikparodien (CD 2006)
- Notturno – Volkslieder der Romantik (CD 2007)
- Berliner Revue (CD 2008)
- Berliner Tierleben (CD 2009)
- Holy Night – Stille Nacht (CD 2015)
- Advent im Frack (DVD 2016)
- Strandbesuch im Frack – Das Ensemble Vokalzeit geht baden (DVD 2017)